# روزلین (دژ)
روزلین (انگلیسی: Roslin Castle) قلعه‌ای است در جنوب ادینبرو واقع در اسکاتلند.